# Хенфорд (град, Калифорния)
Хенфорд (на английски: Hanford) е град в окръг Кингс, щата Калифорния, САЩ. Хенфорд е с население от 56 499 жители (по приблизителна оценка от 2017 г.) и обща площ от 33,9 km². Намира се на 76 m надморска височина. ЗИП кодовете му са 93230, 93232, а телефонният му код е 559.